# Narcose por nitrogênio
Narcose por nitrogênio é a chamada "embriaguez das profundezas". Ocorre quando o gás nitrogênio, que sob pressão deixa de ser inerte ao nosso organismo, começa a ser dissolvido nos tecidos do nosso corpo. Ao que tudo indica, o nitrogênio atrasa a transmissão de impulsos nervosos nos nossos neurônios, causando um efeito de delay durante a transmissâo do impulso nervoso. Parece (ainda não se tem certeza) que o nitrogênio se acumula na bainha de mielina dificultando a passagem do impulso. O contrário acontece com o oxigênio sob pressão. Ele aceleraria o impulso, causando assim convulsões, levando o mergulhador à morte por afogamento.

## Sintomas
Os sintomas são: estado de euforia, raciocínio lento, sensação de dormência em extremidades do corpo (língua, dedos e lábios), perda da visão periférica, estado de embriaguez e em alguns casos extremos alucinações. Por ser proporcionalmente ligado à profundidade em que se encontra o mergulhador, a regra que se usa é a Lei do Martini, em que cada 15 metros seria equivalente a uma taça de martini. Os sintomas variam de pessoa pra pessoa, ou até mesmo de um dia para outro. Noites mal dormidas, álcool, água fria, baixa visibilidade e estresse durante o mergulho podem agravar os níveis da narcose. 

## Como conviver com ela
Por ter essa dinâmica de sintomas e intensidades, o mergulhador deve se habituar aos seus limites. Podem ser realizados testes de raciocínio baseados em tempo de resposta na superfície e em determinadas profundidades, como, por exemplo, contas simples, assinaturas, quebra-cabeças, desenhos, etc. É importante lembrar que o limite para mergulhos recreacionais é de 40 metros, e nessa profundidade o efeito da narcose equivale ao consumo de três taças e meia de martini. A narcose foi e ainda é responsável por inúmeras mortes e também um dos maiores perigos enfrentados pelos mergulhadores, devido à indução ao erro e ao aumento da autoconfiança durante o mergulho.